# FrieslandCampina
FrieslandCampina è una cooperativa casearia olandese. È il risultato della fusione tra Royal Friesland Foods e Campina nel dicembre 2008.
I marchi principali della società sono: Friesche Vlag, Chocomel, Fristi, Dutch Lady, Appelsientje, Milner, Campina, Landliebe, Optimel e Mona.
FrieslandCampina è la più grande cooperativa casearia al mondo, con un fatturato annuale di 11,4 miliardi di euro.
Ha uffici in 28 paesi, per un totale di 21.186 dipendenti. I suoi prodotti si trovano in oltre 100 paesi.